# Francesco De Feo
Francesco De Feo (* 24. Juli 1920 in Altamura; † 7. Mai 2020 in Trani, Apulien) war ein italienischer Dokumentarfilmer und Drehbuchautor.

## Leben
De Feo wirkte ab 1946 als Regieassistent (so für Luigi Zampa und Marcello Pagliero) und widmete sich in den 1950er Jahren als Regisseur dem Kurz- und Dokumentarfilm. Nach einigen Drehbucharbeiten für Sandalenfilme drehte er 1961 einen Abenteuerstreifen und wandte sich anschließend einigen Pseudo-Dokumentationen im Stile Gualtiero Jacopettis zu.
De Feo ist nicht zu verwechseln mit dem gleichnamigen Patrioten (1828–1879).

## Filmografie (Auswahl)
Regie
- 1961: Der Gefangene der eisernen Maske (La vendetta della maschera di ferro)
- 1963: Nackt und ohne Hüllen (Mondo nudo)
- 1964: Nudo, crudo e…